# Бюст Александра III (Киев)

Памятник Александру III в Киеве

Бюст Алекса́ндра III в Киеве установлен в 1909 году на средства Управления Юго-Западной железной дороги напротив здания «Приюта для сирот в память императора Александра III» в Железнодорожной колонии (ныне в этом здании находится железнодорожный техникум). 
Бюст Александра III располагался на невысоком гранитном пьедестале с надписью «Царю-миротворцу сиротский приют имени Императора Александра III Юго-Западной железной дороги. 1909 г.».
C приходом большевиков в 1920-х годах, бюст императора вместе с постаментом был снесён. В 1972 году на этом месте открыт памятник герою Советского Союза, партизану времён Великой Отечественной войны Владимиру Кудряшову.